# 汉宜高速铁路
汉宜高速铁路，即沪渝蓉高速铁路武汉至宜昌段或沿江高铁武汉至宜昌段，位于中华人民共和国湖北省境内，計劃沿线將经武汉市东西湖区、硚口区、孝感市应城市、汉川市、天门市、荆门市钟祥市、京山市至宜昌市夷陵区、当阳市。

## 概况
汉宜高速铁路即沪渝蓉高铁武汉至宜昌段，原计划由武汉至天门至荆门段和荆门至宜昌段两部分组成，2020年后两段合并统一规划建设；其中荆门至宜昌段近期与呼南通道共线，预留三四线条件，中长期呼南通道在预留基础上单独设线。計劃起自汉口站，连通汉宜铁路和武汉枢纽直通线，正线自芦港线路所与合武高速铁路（沪渝蓉高铁合武段）贯通，向西经汉川、天门、钟祥、荆门、当阳至宜昌北站，与渝宜高速铁路（沪渝蓉高铁渝宜段）以及宜昌至郑万高铁联络线相接。线路全长313.8公里，其中新建线路295.9公里，设计速度350公里/小时；设汉口、汉川东、天门、京山南、钟祥南、荆门西、当阳西、宜昌北等8座车站，项目估算总投资522.7亿元，计划工期4年。为沪渝蓉高铁进度最快且最先开工的一段，于2021年9月25日开工，预计同年底全线开工。
该段线路不仅是沿江高铁通道的关键区段；也是武汉城市圈城际铁路的重要组成部分、武汉城市圈与宜荆荆城市群间重要的城际通道；是一条以中长途客流为主，兼顾城际客流的高速铁路。

## 历史
2013年9月，中华人民共和国国务院发布《s:长江经济带综合立体交通走廊规划（2014－2020年）》，提出规划建设上海至南京、合肥、武汉、重庆至成都的沿江高速铁路。
2014年9月25日，《国务院关于依托黄金水道推动长江经济带发展的指导意见》发布，指出将建设上海经南京、合肥、武汉、重庆至成都的沿江高速铁路通道。同日，作为汉宜高速铁路前身的武天荆城际铁路在武汉组织召开规划咨询会，但规划仅为时速250km/h的城际铁路，设站多达20个。
2018年7月17日，推动长江经济带发展领导小组发布《推动长江经济带沿江高铁通道建设实施方案》，正式规划沿江高铁通道，汉宜高速铁路作为关键区段列入八纵八横高速铁路主通道。
2019年8月22日，宜昌市发展和改革委员会公布《沿江高铁荆门至宜昌段社会稳定风险分析公众参与公示》；同年10月18日至20日，中国铁路总公司、湖北省人民政府组织召开“沿江高铁武汉至宜昌段可研评审会”。
2020年8月20日，沪渝蓉高速铁路武汉至宜昌段环境影响评价第一次公示。10月19日，发布工程环境影响评价报告书。12月中旬，国铁集团与湖北省人民政府联合批复该段可行性研究报告。12月20日，负责推进沿江通道建设并管辖相关线路的长江沿岸铁路集团股份有限公司在武汉成立，汉宜高速铁路作为沪渝蓉高铁武汉至宜昌段被纳入沪渝蓉高速铁路大通道，同时项目建设单位由原武九铁路客运专线湖北有限公司变更为长江沿岸铁路集团股份有限公司。
2021年7月13日，环评报告报批前公开。8月，汉川东至宜昌北段初步设计批复。9月25日，武宜段开工动员大会在荆门市举行，正式开工建设。
2022年4月13日，武宜段亦即沪渝蓉高铁全线首榀箱梁预制成功。7月26日，武宜段最长大桥孝天特大桥开始箱梁架设。9月，汉口至汉川东初步设计获批，至此武汉至宜昌段初步设计全线获批。
2023年4月18日，沪渝蓉高铁首座转体桥，荆门特大桥完成转体，顺利跨越焦柳铁路。5月18日，荆荆铁路荆门特大桥与沪渝蓉高铁太白集特大桥转体梁，分别实现成功对接，是中国首次两座不同高铁特大桥同步同时转体。8月15日，武宜段转体角度最大的跨浩吉铁路特大桥T构转体梁成功转体。11月19日，武宜段最长隧道白果树一号隧道顺利贯通。
2024年3月15日，沪渝蓉高铁天门汉北河铁路特大桥无拱承吊索式钢混连续梁顺利合龙。是此梁型在中国运营时速350公里高铁中首次应用。